# Bourse d'Hô Chi Minh-Ville
La Bourse d'Hô Chi Minh-Ville (vietnamien : Sở Giao dịch Chứng khoán Thành phố Hồ Chí Minh, abrégé HOSE), créée en juillet 2000, est l'une des plus récentes bourses asiatiques. Elle est située dans le 1er arrondissement d'Hô Chi Minh-Ville.

## Histoire
Malgré le nombre modeste de sociétés cotées et les doutes sur la possibilité d'instaurer un système boursier dans un pays communiste, la Bourse d'Hô Chi Minh-Ville a affiché des performances boursières très spectaculaires, en particulier après l'adhésion du pays à l'Organisation mondiale du commerce en 2006. Sa capitalisation combinée avec celle de la bourse de Hanoï était de 14 milliards de dollars américains à la fin de 2006, soit 22,7 % du produit national brut vietnamien.
La bourse vietnamienne est la bourse asiatique qui a le plus souffert de l'éclatement de la bulle immobilière américaine des années 2000, avec une chute de presque 70 %.
En 2020, le gouvernement vietnamien est en train d'intégrer les bourses HOSE et HNX, en une seule bourse.

## Le bâtiment
Le bâtiment de la bourse, situé au 16, avenue Vo Van Kiet, était à l'origine le bâtiment de la Chambre de commerce pendant la période de l'Indochine française avant 1954. 
Après 1955, le bâtiment est rebaptisé Palais de conférences Dien Hong et est le siège du Sénat de la république du Viêt Nam pendant la présidence de Nguyễn Văn Thiệu, de 1967 à 1975.

## Classement des entreprises de HNX et HOSE
Selon Forbes, les 50 valeurs les mieux cotées des bourses HNX et HOSE sont en 2019 :
| Société                   | Valeur (million USD) | Secteur                      |
| ------------------------- | -------------------- | ---------------------------- |
| Vinamilk                  | 2 239                | 1. Alimentation              |
| Sabeco                    | 486                  | 1. Alimentation              |
| Masan consumer            | 305                  | 1. Alimentation              |
| Tan Hiep Phat             | 104,8                | 1. Alimentation              |
| NutiFood                  | 85,2                 | 1. Alimentation              |
| Habeco                    | 62,9                 | 1. Alimentation              |
| Kido                      | 58,2                 | 1. Alimentation              |
| Quang Ngai Sugar          | 30                   | 1. Alimentation              |
| Thanh Thanh Cong-Bien Hoa | 20,5                 | 1. Alimentation              |
| Vissan                    | 15,3                 | 1. Alimentation              |
| Bao Viet                  | 95,9                 | 2. Assurance                 |
| PVI                       | 35,9                 | 2. Assurance                 |
| SSI                       | 32,3                 | 3. Valeurs mobilières        |
| Petrolimex                | 133,5                | 4. Vente au détail           |
| MobileWorld               | 129,1                | 4. Vente au détail           |
| Golden Gate               | 26,1                 | 4. Vente au détail           |
| PVOIL                     | 14,8                 | 4. Vente au détail           |
| Hoa Phat                  | 128,9                | 5. Matériaux de construction |
| Binh Minh Plastic         | 19,1                 | 5. Matériaux de construction |
| Viglacera                 | 15,5                 | 5. Matériaux de construction |
| Vicem Ha Tien             | 13,8                 | 5. Matériaux de construction |
| Rang Dong                 | 21,2                 | 6. Produits ménagers         |
| Cadivi                    | 14,6                 | 6. Produits ménagers         |
| Viettel                   | 2 163                | 7. Télécommunications        |
| MobiFone                  | 393                  | 7. Télécommunications        |
| Vinaphone                 | 301                  | 7. Télécommunications        |
| FPT                       | 215,2                | 8. Technologies              |
| VNG                       | 59,6                 | 8. Technologies              |
| PNJ                       | 78,6                 | 9. Biens de consommation     |
| Biti’s                    | 22,4                 | 9. Biens de consommation     |
| Thien Long                | 19,6                 | 9. Biens de consommation     |
| Viet Tien                 | 15,6                 | 9. Biens de consommation     |
| Vietcombank               | 246,5                | 10. Banque                   |
| BIDV                      | 148                  | 10. Banque                   |
| Techcombank               | 141,1                | 10. Banque                   |
| VietinBank                | 139,9                | 10. Banque                   |
| VPBank                    | 138,3                | 10. Banque                   |
| Vinhomes                  | 411                  | 11. Immobilier               |
| Vincom Retail             | 155,6                | 11. Immobilier               |
| Novaland                  | 57                   | 11. Immobilier               |
| Nam Long                  | 22,5                 | 11. Immobilier               |
| Vietnam Airlines          | 113,7                | 12. Aviation                 |
| Vietjet Air               | 111,8                | 12. Aviation                 |
| Saigontourist             | 54,9                 | 13. Tourisme-hôtellerie      |
| VNPost                    | 23,3                 | 14.Logistique                |
| Hau Giang Pharma          | 46,6                 | 15. Pharmacie                |
| Traphaco                  | 16,7                 | 15. Pharmacie                |
| Thaco                     | 93,7                 | 16. Automobile               |
| Da Nang Rubber            | 14,4                 | 16. Automobile               |
| Dam Phu My                | 23,2                 | 17. Agriculture              |